# Raviole
Les ravioles sont des pâtes de formes diverses pouvant contenir plusieurs sortes de garnitures. Elles peuvent contenir du fromage, de la viande ou des légumes.

## Variétés
- Raviole du Dauphiné, dénomination préservée via une IGP, recette du Dauphiné à base de carrés de pâte farcie cuits à l'eau.
- Pierogi, recette de Pologne, provenant du pelmeni, recette de Russie, provenant lui-même du jiaozi, recette du nord de la Chine, datant d'environ deux mille ans.
- Ravioli